# Lurs
Cet article possède un paronyme, voir Lure.
Lurs est une commune française, située dans le département des Alpes-de-Haute-Provence en région Provence-Alpes-Côte d'Azur. Le nom des habitants de Lurs est Lursiens,.
Note : on prononce « Lurse ». Lurs n'est donc pas homophone de Lure.
Lurs a reçu le label « village et cité de caractère ».

## Géographie

### Localisation

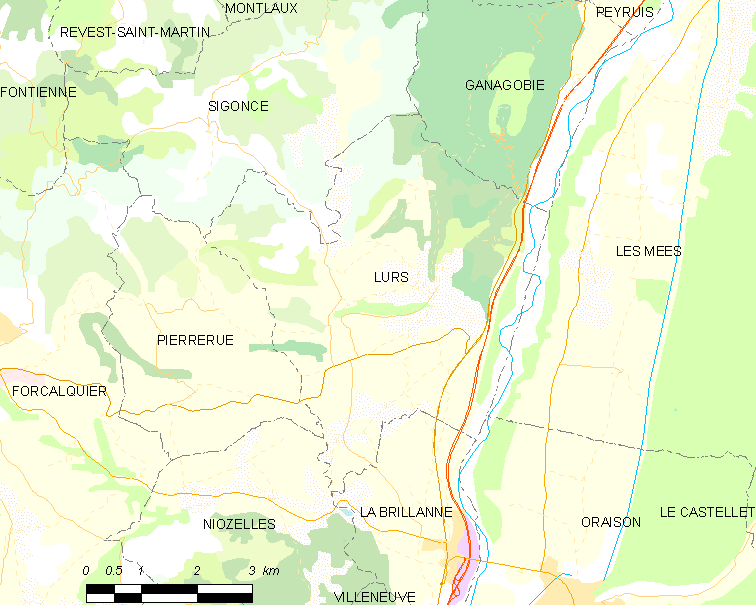
Lurs et les communes voisines (Cliquez sur la carte pour accéder à une grande carte avec la légende).

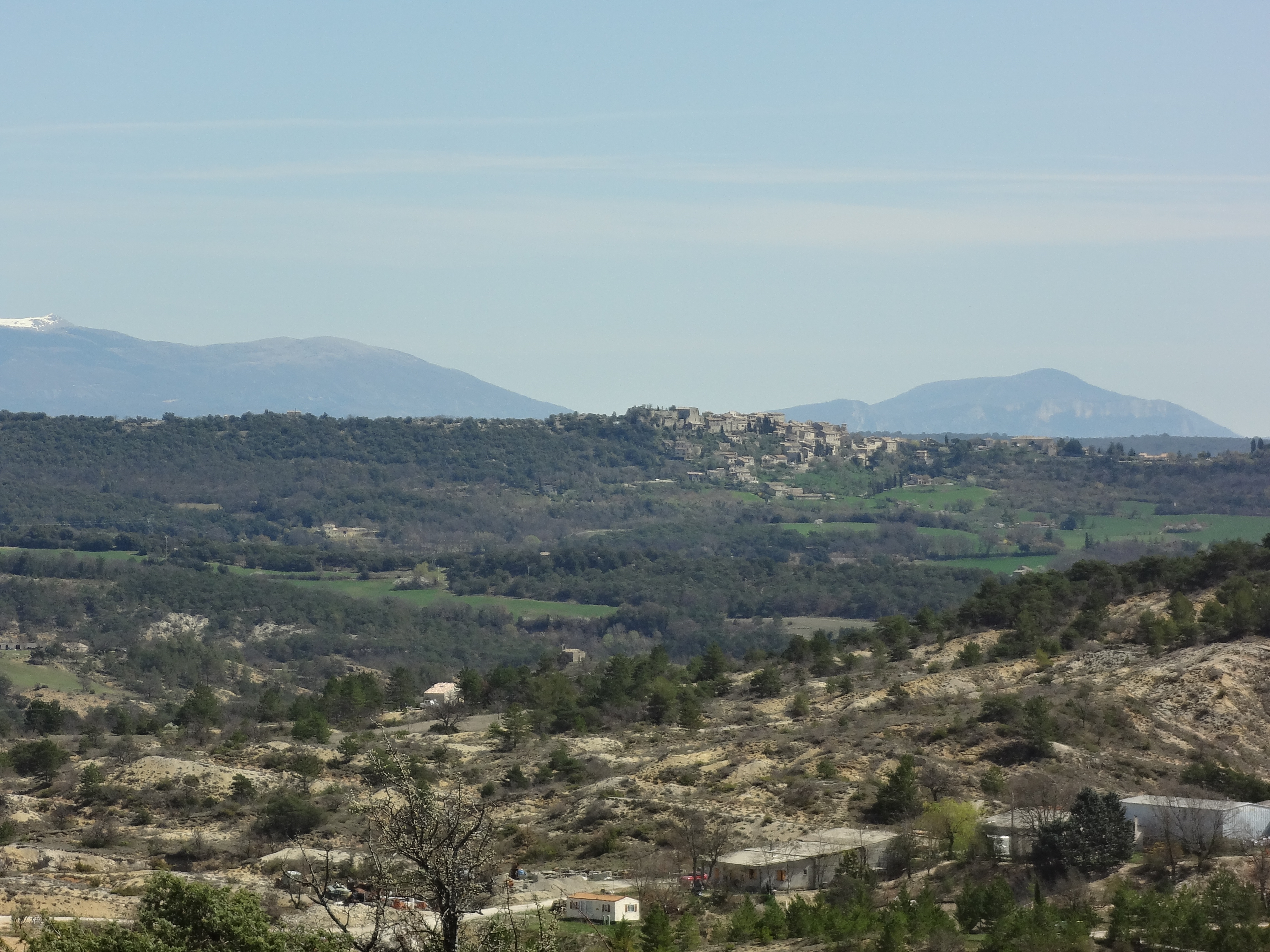
Vue du village

Le village est perché à 612 m d’altitude, sur un site inscrit, à 7 km de Pierrerue, 11 km de Forcalquier et 37 km de Digne-les-Bains.
|           | Sigonce      | Ganagobie |
| Pierrerue | Lurs         | Les Mées  |
| Niozelles | La Brillanne | Oraison   |

### Géologie et reliefs

Massif des Alpes et localisation des Préalpes de Digne

Le territoire se situe sur des formations calcaires provençales du Jurassique supérieur et du Crétacé inférieur (roches sédimentaires issues d'un ancien océan alpin), entre trois formations géologiques majeures des Alpes :
- la nappe de Digne à l'est[5], au niveau du lobe de Valavoire[6] : il s'agit d'une nappe de charriage, c'est-à-dire d'une dalle épaisse de près de 5 000 m qui s'est déplacée vers le sud-ouest durant l'Oligocène et la fin de la formation des Alpes. Les lobes (ou écailles) correspondent à la bordure découpée à l'ouest de la nappe ;
- la faille de la Durance à l’est, dans la vallée ;
- le Plateau de Valensole à l’est, outre-Durance : bassin molassique du Miocène et du Pliocène composé de roches sédimentaires détritiques (dépôts liés à l'érosion des montagnes apparues à l'Oligocène).

### Climat
Pour des articles plus généraux, voir Climat de Provence-Alpes-Côte d'Azur et Climat des Alpes-de-Haute-Provence.
En 2010, le climat de la commune est de type climat méditerranéen altéré, selon une étude du Centre national de la recherche scientifique s'appuyant sur une série de données couvrant la période 1971-2000. En 2020, Météo-France publie une typologie des climats de la France métropolitaine dans laquelle la commune est exposée à un climat de montagne ou de marges de montagne et est dans une zone de transition entre les régions climatiques « Provence, Languedoc-Roussillon » et « Alpes du sud ».
Pour la période 1971-2000, la température annuelle moyenne est de 12,1 °C, avec une amplitude thermique annuelle de 17,3 °C. Le cumul annuel moyen de précipitations est de 800 mm, avec 6,2 jours de précipitations en janvier et 3,7 jours en juillet. Pour la période 1991-2020, la température moyenne annuelle observée sur la station météorologique de Météo-France la plus proche, « Dauphin », sur la commune de Dauphin à 12 km à vol d'oiseau, est de 12,6 °C et le cumul annuel moyen de précipitations est de 693,2 mm. 
La température maximale relevée sur cette station est de 42,1 °C, atteinte le 28 juin 2019 ; la température minimale est de −16,4 °C, atteinte le 7 février 2012,,.
Les paramètres climatiques de la commune ont été estimés pour le milieu du siècle (2041-2070) selon différents scénarios d'émission de gaz à effet de serre à partir des nouvelles projections climatiques de référence DRIAS-2020. Ils sont consultables sur un site dédié publié par Météo-France en novembre 2022.

### Hydrographie et les eaux souterraines
Cours d'eau sur la commune ou à son aval :
- La commune est traversée par le Lauzon[15] et le Buès.
- La Durance[16] borde la commune à l'est. C'est une rivière dite « capricieuse » et autrefois redoutée pour ses crues (elle était appelée le 3e fléau de la Provence[17]) aussi bien que pour ses étiages, la Durance est une rivière à la fois alpine et méditerranéenne à la morphologie bien particulière.
- Ruisseaux le lauzon, de pierrerue,
- Torrent de barlière.

Lurs dispose d'une station d'épuration d'une capacité de 700 équivalent-habitants.

### Environnement
La commune compte 656 ha de bois et forêts, soit 29 % de sa superficie.

### Risques naturels et technologiques
Aucune des 200 communes du département n'est en zone de risque sismique nul. Le canton de Peyruis auquel appartient Lurs est en zone 2 (sismicité moyenne) selon la classification déterministe de 1991, basée sur les séismes historiques, et en zone 4 (risque moyen) selon la classification probabiliste EC8 de 2011. La commune de Lurs est également exposée à trois autres risques naturels :
- feu de forêt ;
- inondation (dans la vallée de la Durance) ;
- mouvement de terrain : plusieurs versants de la commune sont concernés par un aléa moyen à fort[21].

La commune de Lurs est de plus exposée à deux risques d'origine technologique :
- risque de rupture de barrage : en cas de rupture du barrage de Serre-Ponçon, toute la vallée de la Durance serait menacée par l'onde de submersion[22] ;
- risque lié au transports de matières dangereuses, par rail, route et canalisations. Il s'agit du transport de matières premières à destination ou de produits finis en provenance des usines Arkema de Saint-Auban[23] :
  - l'autoroute A51 et les départementale RD 4096 (ancienne route nationale 96) et RD12 peuvent être empruntées par les transports routiers de marchandises dangereuses[24] ;
  - la ligne Lyon-Marseille via Grenoble[24] ;
  - la canalisation Transéthylène sert à acheminer de l'éthylène et traverse la commune[25].

Le plan de prévention des risques naturels prévisibles (PPR) de la commune n'existe pas, mais un plan des surfaces submersibles existe depuis 1961 et le Dicrim existe depuis 2010.
La commune a été l'objet d'un arrêté de catastrophe naturelle en 2003 pour effondrement de terrain. En 1992, un poids lourd se renverse lors d'un accident de la circulation, sur l'autoroute A51 : 9 000 litres de produits chimiques dangereux fuient dans la nature, une partie aboutissant dans la Durance. Dans la liste qui suit, figurent les tremblements de terre fortement ressentis dans la commune. Ils dépassent une intensité macro-sismique ressentie de V sur l'échelle MSK (dormeurs réveillés, chutes d'objets). Les intensités indiquées sont celles ressenties dans la commune, l'intensité peut être plus forte à l'épicentre :
- le séisme du 23 février 1887, d'une intensité ressentie à Lurs de VII et dont l'épicentre était situé à Bussana Vecchia[29],
- du 30 septembre 1937, avec une intensité de VI et un épicentre situé à Lurs même[30].

## Urbanisme

### Typologie
Au 1er janvier 2024, Lurs est catégorisée commune rurale à habitat très dispersé, selon la nouvelle grille communale de densité à 7 niveaux définie par l'Insee en 2022.
Elle est située hors unité urbaine et hors attraction des villes,.

### Occupation des sols
L'occupation des sols de la commune, telle qu'elle ressort de la base de données européenne d’occupation biophysique des sols Corine Land Cover (CLC), est marquée par l'importance des territoires agricoles (57,3 % en 2018), une proportion identique à celle de 1990 (57,3 %). La répartition détaillée en 2018 est la suivante : 
terres arables (40,6 %), forêts (23,6 %), espaces ouverts, sans ou avec peu de végétation (12,6 %), zones agricoles hétérogènes (11,6 %), milieux à végétation arbustive et/ou herbacée (6,5 %), cultures permanentes (5,1 %).
L'évolution de l’occupation des sols de la commune et de ses infrastructures peut être observée sur les différentes représentations cartographiques du territoire : la carte de Cassini (XVIIIe siècle), la carte d'état-major (1820-1866) et les cartes ou photos aériennes de l'IGN pour la période actuelle (1950 à aujourd'hui).

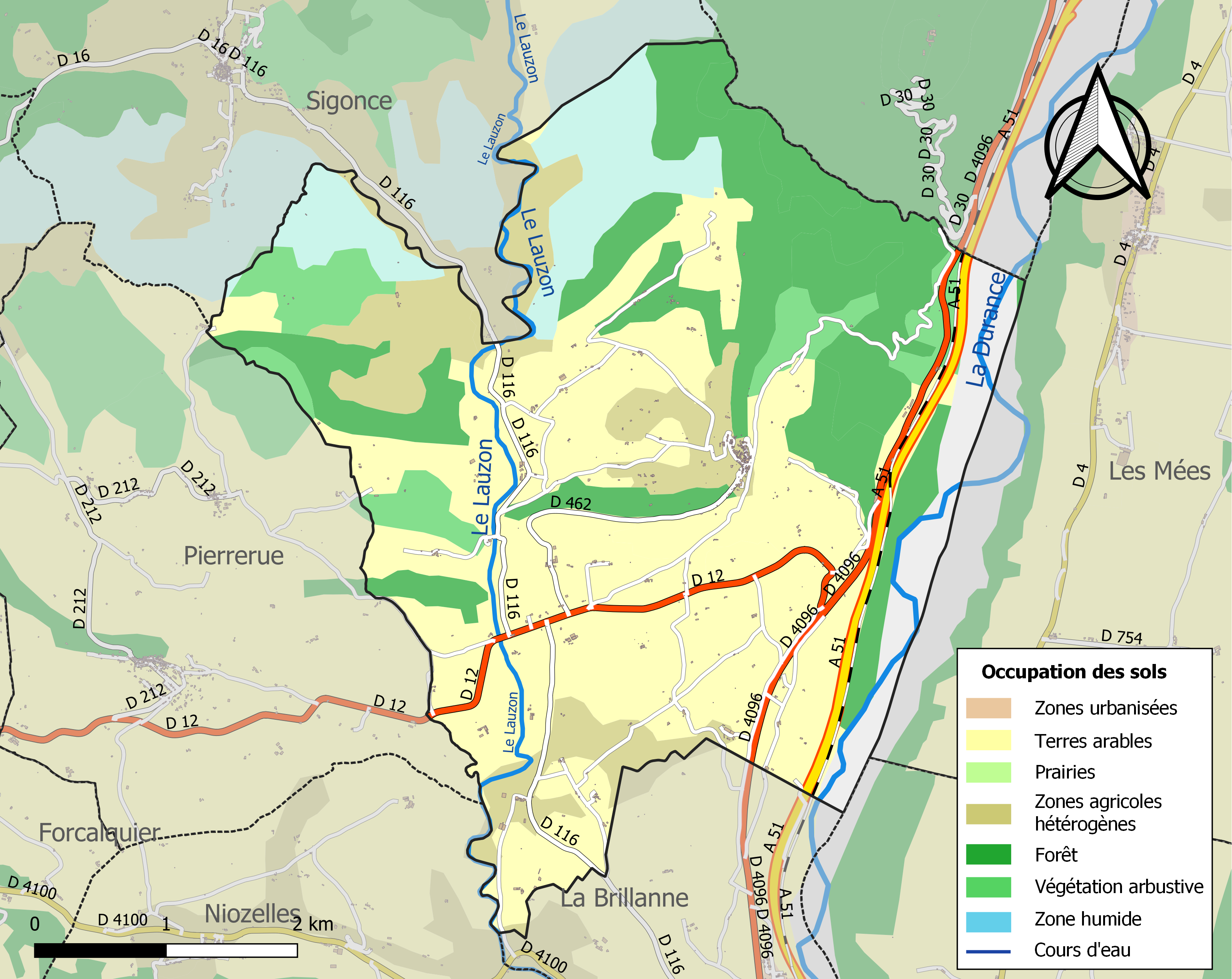
Carte de l'occupation des sols de la commune en 2018 (CLC).

## Toponymie
La localité apparaît pour la première fois dans les textes en 964, sous la forme castri de Lurs. Selon Charles Rostaing, le nom est créé sur la racine oronymique (qui désigne une montagne) préceltique *Lor-, et qui serait probablement antérieure aux Gaulois,, ; selon Ernest Nègre, le nom dérive d’un nom propre romain, Lurius.

## Histoire

### Préhistoire et Antiquité
Les hommes ont fréquenté le territoire de Lurs dès le Paléolithique moyen. Des sites chalcolithiques ont également été découverts.
Sur la commune, les archéologues ont fouillé deux habitats néolithiques. Aux Clavelles, sur le chantier de l’autoroute A51, un habitat néolithique, proche de la grotte de l’Église à Baudinard, a été mise au jour. Cinq tombes néolithiques témoignent d’un « accident de parcours » : trois tombes sont celles d’enfants (de 2 à 8 ans) morts les uns après les autres, à quelque temps d’écart ; les deux autres sont celles d’adultes (15/18 et 20/25 ans), et sont encore postérieures. Une nécropole gallo-romaine a aussi été découverte.
Dans l’Antiquité, le territoire de Lurs fait partie de celui des Sogiontes (Sogiontii), dont le territoire s’étend du sud des Baronnies à la Durance. Les Sogiontiques sont fédérés aux Voconces, et après la conquête romaine, ils sont rattachés avec eux à la province romaine de Narbonnaise. Au IIe siècle, ils sont détachés des Voconces et forment une civitas distincte, avec pour capitale Segustero (Sisteron).
Une mutatio, relais sur la voie domitienne, importante voie romaine entre l'Italie et l'Espagne, était établi sur le site actuel de la chapelle et du château de Notre-Dame-des-Anges. L'abondance des preuves toponymiques, épigraphiques et archéologiques permet de savoir avec certitude que la ville antique d'Alaunium se situait à cet endroit, même sans fouilles approfondies.

### Moyen Âge
Alors que le sud-est de la Gaule était une terre burgonde, le roi des Ostrogoths Théodoric le Grand fait la conquête de la région entre la Durance, le Rhône et l’Isère en 510. La commune dépend donc brièvement à nouveau de l’Italie, jusqu’en 526. En effet, pour se réconcilier avec le roi burgonde Gondemar III, la régente ostrogothe Amalasonthe lui rend ce territoire. À cette époque, il est possible que la chapelle Saint-Martin, en contrebas à l'ouest de la colline, ait été le centre d'un habitat.
La communauté est citée pour la première fois dans les chartes au IXe siècle, sous son nom actuel, à proximité du relais gallo-romain, Alaunium (actuellement Notre-Dame-des-Anges). La tradition attribue sa fondation à Charlemagne, en 812-814, qui en aurait fait don à l’évêque de Sisteron Jean II. La frontière avec la communauté voisine de La Brillanne reste fixée sur le sommet de la colline du Pied d'Aulun, important repère visuel dans le paysage, et qui fut le siège d'un culte à l'époque gauloise, selon un processus courant.
Les évêques de Sisteron sont propriétaires du village depuis au moins le IXe siècle, où ils ont leur résidence d’été, et y sont princes de Lurs. Le château, construit au Xe siècle, est pris par les vicomtes de Nice, qui le conservent jusqu’à la fin du XIe siècle. Alix de Forcalquier cède la moitié du château aux évêques en 1110 ; Tiburge d'Orange rend la seconde moitié du château dans les années 1125-1145. Appartenant aux évêques, la communauté ne payait pas la queste aux comtes de Provence (puis à leurs successeurs, les rois de France) jusqu'à la Révolution.

### Temps modernes
Le château est pris lors des trois sièges qu’il subit au cours des guerres de religion.

### Révolution française
La société patriotique de la commune y est créée assez précocement pendant l’été 1792.
Lurs est chef-lieu du canton de Lurs (Cantons supprimés à la suite du redécoupage cantonal de 1801) pendant la décennie révolutionnaire, avant d’être rattaché au canton de Forcalquier (1801), puis à celui de Peyruis (1802).

### Période contemporaine
Le coup d'État du 2 décembre 1851 commis par Louis-Napoléon Bonaparte contre la Deuxième République provoque un soulèvement armé dans les Basses-Alpes, en défense de la Constitution. Après l’échec de l’insurrection, une sévère répression poursuit ceux qui se sont levés pour défendre la République : 22 habitants de Lurs sont traduits devant la commission mixte, la majorité étant condamnés à la déportation en Algérie.
Comme de nombreuses communes du département, Lurs se dote d’une école bien avant les lois Jules Ferry : en 1863, elle en possède déjà une qui dispense une instruction primaire aux garçons, au chef-lieu. La même instruction est donnée aux filles, la loi Falloux (1851) imposant l’ouverture d’une école de filles aux communes de plus de 800 habitants. Lurs commune profite des subventions de la deuxième loi Duruy (1877) pour construire une école neuve.
Un siècle après la résistance au coup d’État de 1851, pour préparer le débarquement de Provence, deux équipes Jedburgh sont parachutées les 8 et 9 août afin d’agir sur les arrières allemands, et notamment les voies de communication. Disposant du soutien de 3 000 FFI, elles prennent le contrôle de la RN 96 qui permet de remonter la vallée de la Durance de Manosque à Veynes. Au cours des opérations suivant le débarquement, les forces alliées franchissent très tôt les premières défenses allemandes, et se lancent dans de rapides offensives de débordement, afin de couper les voies de retraite à la Wehrmacht. Une colonne, partie le 17 août de Vidauban, franchit la Durance le 20 août au sud de Mirabeau. Le 143e régiment d’infanterie US forme une colonne qui remonte la vallée de la Durance toute la journée du 20 août et libère les villes et villages sur son passage, dont Lurs, se contentant toutefois de passer en contrebas du village.
Jusqu’au milieu du XXe siècle, la vigne était cultivée à Lurs. Plusieurs dizaines d’hectares produisaient un vin destiné à l’autoconsommation et à la vente sur les marchés locaux. Cette culture est aujourd’hui abandonnée.
C'est dans cette commune que s'est déroulée l’affaire Dominici survenue en 1952.

## Politique et administration

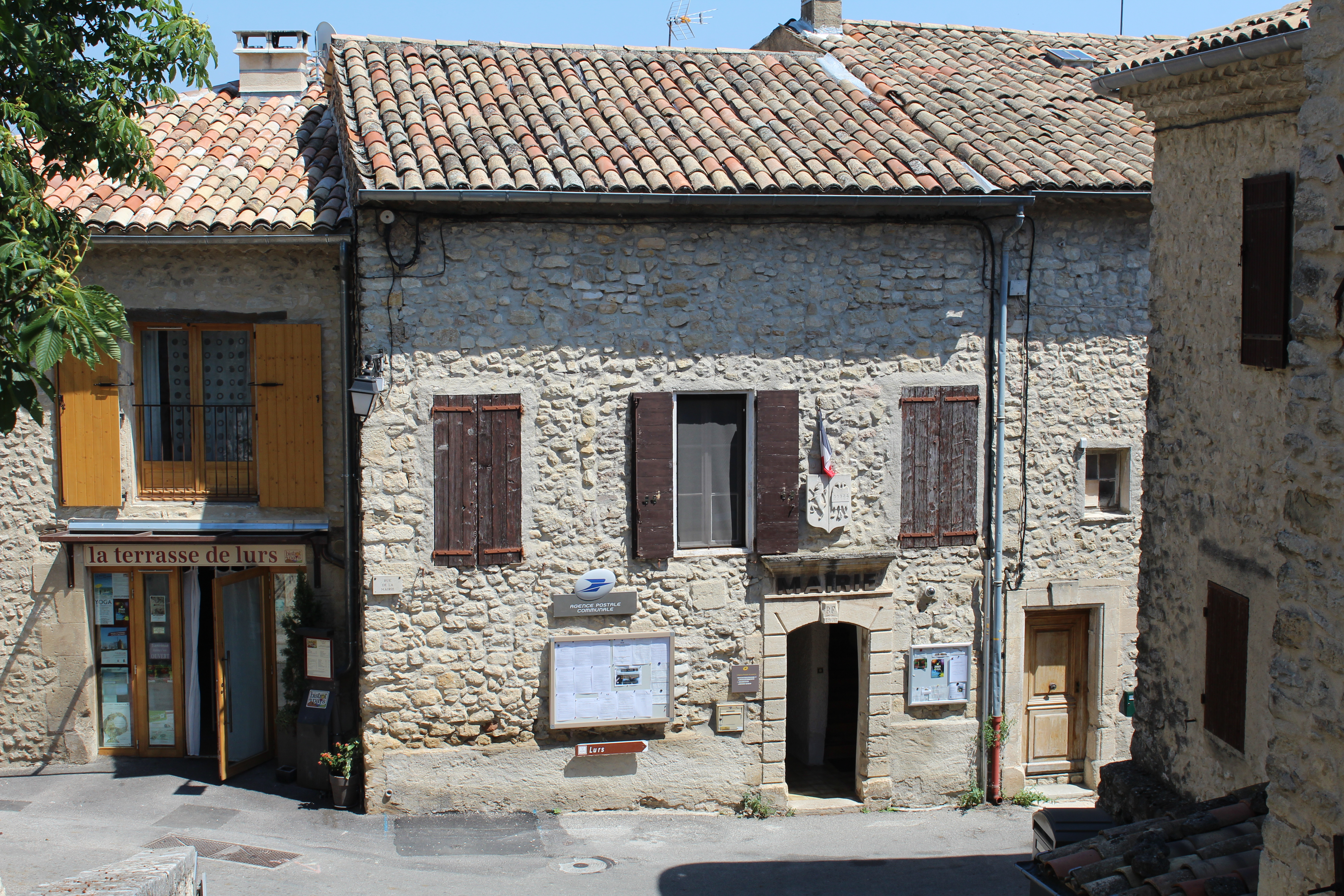
Mairie.

### Administration municipale
De par sa taille, la commune dispose d'un conseil municipal de 11 membres (article L2121-2 du Code général des collectivités territoriales). Lors du scrutin de 2008, il n’y eut qu’un seul tour et Richard lafond a été réélu conseiller municipal avec le sixième total de 213 voix, soit 81,30 % des suffrages exprimés. La participation a été de 80,62 %. Il a ensuite été nommé maire par le conseil municipal.

### Liste des maires
L'élection du maire est la grande innovation de la Révolution de 1789. De 1790 à 1795, les maires sont élus au suffrage censitaire pour 2 ans. De 1795 à 1800, il n’y a pas de maires, la commune se contente de désigner un agent municipal qui est délégué à la municipalité de canton.
En 1799-1800, le Consulat revient sur l'élection des maires, qui sont désormais nommés par le pouvoir central. Ce système est conservé par les régimes suivants, à l'exception de la Deuxième République (1848-1851). Après avoir conservé le système autoritaire, la Troisième République libéralise par la loi du 5 avril 1884 l'administration des communes : le conseil municipal, élu au suffrage universel, élit le maire en son sein.
| Période                                  | Période                       | Identité         | Étiquette | Qualité                    |
| ---------------------------------------- | ----------------------------- | ---------------- | --------- | -------------------------- |
| 1942                                     | 1965                          | Henri Estoublon  |           |                            |
| 1965                                     | 1967                          | Albert Bergier   |           |                            |
| 1967                                     | 1977                          | Roger Levy       |           |                            |
| 1977                                     | 2001                          | Jeanine Curnier, | EXD       |                            |
| mars 2001,                               | 2014                          | Richard Lafond,  |           |                            |
| mars 2014                                | En cours (au 21 octobre 2014) | Claire Bentosela | DVD       | Retraité Fonction publique |
| Les données manquantes sont à compléter. |                               |                  |           |                            |

### Intercommunalité
Lurs fait partie de la Communauté de communes du Pays de Forcalquier et Montagne de Lure. Elle a adhéré en 2010 à la charte du Parc Naturel Régional du Luberon.

### Instances judiciaires et administratives
Lurs est une des quatre communes du canton de Peyruis, qui totalise 3 920 habitants en 2008. Le canton a fait partie de l'arrondissement de Forcalquier depuis 1801 et de la deuxième circonscription des Alpes-de-Haute-Provence. Lurs fait partie du canton de Peyruis depuis 1802, après avoir fait partie du canton de Lurs de 1793 à 1801 et du canton de Forcalquier de 1801 à 1802. La commune fait partie des juridictions d’instance de Forcalquier, prud'hommale de Manosque, et de grande instance de Digne-les-Bains.

### Fiscalité locale
| Taxe                                        | Part communale | Part intercommunale | Part départementale | Part régionale |
| ------------------------------------------- | -------------- | ------------------- | ------------------- | -------------- |
| Taxe d'habitation                           | 3,21 %         | 0,00 %              | 5,53 %              | 0,00 %         |
| Taxe foncière sur les propriétés bâties     | 14,68 %        | 0,00 %              | 14,49 %             | 2,36 %         |
| Taxe foncière sur les propriétés non bâties | 33,92 %        | 0,00 %              | 47,16 %             | 8,85 %         |
| Taxe professionnelle                        | 0,00 %         | 20,80 %             | 10,80 %             | 3,84 %         |

La part régionale de la taxe d'habitation n'est pas applicable.
La taxe professionnelle est remplacée en 2010 par la cotisation foncière des entreprises portant sur la valeur locative des biens immobiliers et par la contribution sur la valeur ajoutée des entreprises (les deux formant la contribution économique territoriale (CET) qui est un impôt local instauré par la loi de finances pour 2010).

### Budget et fiscalité 2017
En 2017, le budget de la commune était constitué ainsi :
- total des produits de fonctionnement : 435 000 €, soit 1 151 € par habitant ;
- total des charges de fonctionnement : 342 000 €, soit 905 € par habitant ;
- total des ressources d'investissement : 60 000 €, soit 159 € par habitant ;
- total des emplois d'investissement : 66 000 €, soit 175 € par habitant ;
- endettement : 537 000 €, soit 1 422 € par habitant.

Avec les taux de fiscalité suivants :
- taxe d'habitation : 4,10 % ;
- taxe foncière sur les propriétés bâties : 15,82 % ;
- taxe foncière sur les propriétés non bâties : 36,55 % ;
- taxe additionnelle à la taxe foncière sur les propriétés non bâties : 0,00 % ;
- cotisation foncière des entreprises : 0,00 %.

Chiffres clés Revenus et pauvreté des ménages en 2015 : médiane en 2015 du revenu disponible, par unité de consommation : 20 648 €.

## Population et société

### Démographie

#### Évolution démographique
L'évolution du nombre d'habitants est connue à travers les recensements de la population effectués dans la commune depuis 1765. Pour les communes de moins de 10 000 habitants, une enquête de recensement portant sur toute la population est réalisée tous les cinq ans, les populations de référence des années intermédiaires étant quant à elles estimées par interpolation ou extrapolation. Pour la commune, le premier recensement exhaustif entrant dans le cadre du nouveau dispositif a été réalisé en 2004.

En 2022, la commune comptait 373 habitants, en évolution de −2,61 % par rapport à 2016 (Alpes-de-Haute-Provence : +2,84 %, France hors Mayotte : +2,11 %).
| 1765 | 1793 | 1800 | 1806  | 1821  | 1831  | 1836  | 1841  | 1846  |
| ---- | ---- | ---- | ----- | ----- | ----- | ----- | ----- | ----- |
| 774  | 965  | 971  | 1 028 | 1 032 | 1 236 | 1 224 | 1 131 | 1 113 |

| 1851 | 1856 | 1861 | 1866 | 1872 | 1876 | 1881 | 1886 | 1891 |
| ---- | ---- | ---- | ---- | ---- | ---- | ---- | ---- | ---- |
| 976  | 983  | 952  | 903  | 902  | 804  | 741  | 829  | 700  |

| 1896 | 1901 | 1906 | 1911 | 1921 | 1926 | 1931 | 1936 | 1946 |
| ---- | ---- | ---- | ---- | ---- | ---- | ---- | ---- | ---- |
| 684  | 709  | 717  | 607  | 530  | 435  | 417  | 363  | 379  |

| 1954 | 1962 | 1968 | 1975 | 1982 | 1990 | 1999 | 2004 | 2006 |
| ---- | ---- | ---- | ---- | ---- | ---- | ---- | ---- | ---- |
| 362  | 311  | 305  | 275  | 284  | 320  | 347  | 388  | 387  |

| 2009 | 2014 | 2019 | 2022 | - | - | - | - | - |
| ---- | ---- | ---- | ---- | - | - | - | - | - |
| 370  | 374  | 380  | 373  | - | - | - | - | - |

En 1540, Lurs comptait 80 maisons.
L'histoire démographique de Lurs est marquée par une période d'« étale » où la population reste stable à un niveau élevé. Cette période, courte, dure de 1831 à 1846. Elle est suivie d'un mouvement de diminution de longue durée. En 1911, la commune avait perdu la moitié de sa population de 1831. Le mouvement s'est poursuivi jusqu'aux années 1970 (en 1975, la population de Lurs représente 22 % de celle de 1831). Depuis une quarantaine d'années, la population s'est remis à croître.

### Enseignement
La commune est dotée d’une école primaire publique,. Ensuite, les élèves sont affectés au collège du Docteur-JMG-Itard à Oraison,. Puis les élèves sont dirigés vers les lycées de Manosque, soit le lycée polyvalent Les Iscles, soit le lycée Félix-Esclangon.

### Manifestations culturelles et festivités
Chaque année au mois d'août depuis 1952, le village accueille les Rencontres Internationales de Lure — du nom de la montagne voisine — : observatoire, carrefour et forum de passionnés de la communication visuelle (typographie, graphisme…).

## Économie

### Revenus de la population et fiscalité
En 2008, le revenu fiscal médian par ménage était de 17 691 €,
ce qui plaçait Lurs au 14 017e rang parmi les 31 604 communes de plus de 50 ménages en métropole.

### Aperçu général
En 2009, la population active s’élevait à 163 personnes, dont 14 chômeurs (17 fin 2011). Ces travailleurs sont majoritairement salariés (55 %) et travaillent majoritairement hors de la commune (55 %).

### Agriculture

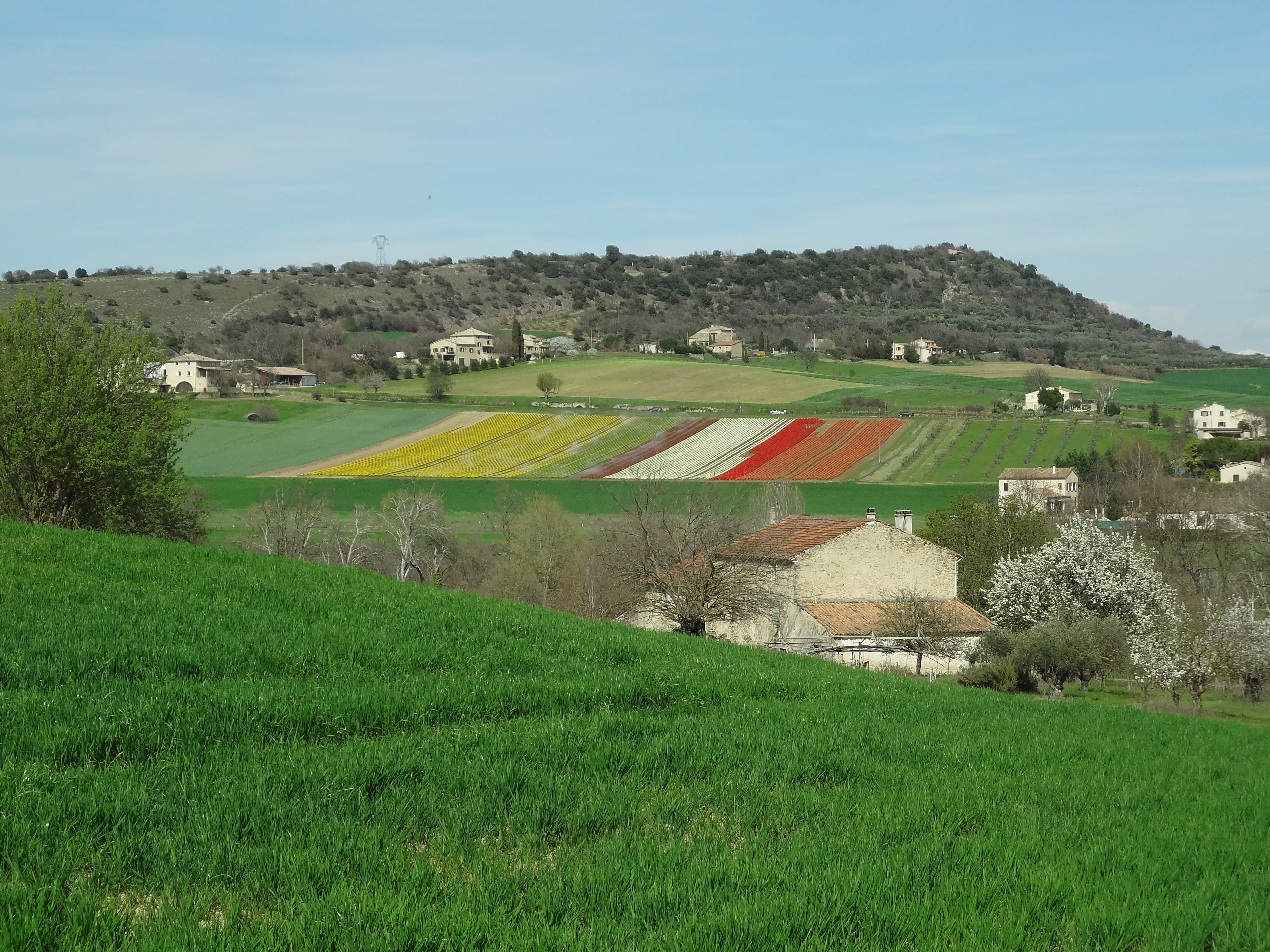
Champs de fleurs sur la colline de Lurs

Fin 2010, le secteur primaire (agriculture, sylviculture, pêche) comptait 23 établissements actifs au sens de l’Insee (exploitants non-professionnels inclus) et quatre emplois salariés
Le nombre d’exploitations professionnelles, selon l’enquête Agreste du ministère de l’Agriculture, est de 39 en 2010. Il était de 57 en 2000, de 55 en 1988, soit une perte de 31 % des exploitations en dix ans. Actuellement, ces exploitants sont essentiellement tournés vers les cultures permanentes : arboriculture dont olivier et arbres à fruits (plus de la moitié des exploitants). Les grandes cultures et la polyculture caractérisent la majorité des autres exploitations. De 1988 à 2000, la surface agricole utile (SAU) a légèrement augmenté, de 989 à 1 021 ha, avant de diminuer lors de la dernière décennie, mais reste à un niveau élevé, à 865 ha.

#### Labels
Les agriculteurs de la commune de Lurs ont droit à trois labels appellation d'origine contrôlée (AOC), dont le banon, et à neuf labels indication géographique protégée (IGP) (petit épeautre, miel de Provence, agneau de Sisteron).
Parmi ces labels, ceux concernant le vin (alpes-de-haute-provence (IGP) blanc, rouge et rosé et VDP de Méditerranée blanc, rouge et rosé) ne sont pas utilisés, la vigne n’étant pas cultivée pour une production commerciale dans la commune.
La culture de l’olivier est pratiquée dans la commune depuis des siècles. Le terroir de la commune est toutefois situé en effet à la limite altitudinale de l’arbre, qui ne peut que difficilement être exploité au-delà des 650 mètres. L’oliveraie de Lurs colonise donc les versants favorables, et avoisinait les 100 hectares au début du XIXe siècle. Actuellement, elle compte actuellement plus de 10 000 pieds exploités. L’huile produite à partir des olives récoltées dans la commune bénéficie des AOC huile d’olive de Provence et huile d’olive de Haute-Provence.

Les labels disponibles à Lurs.
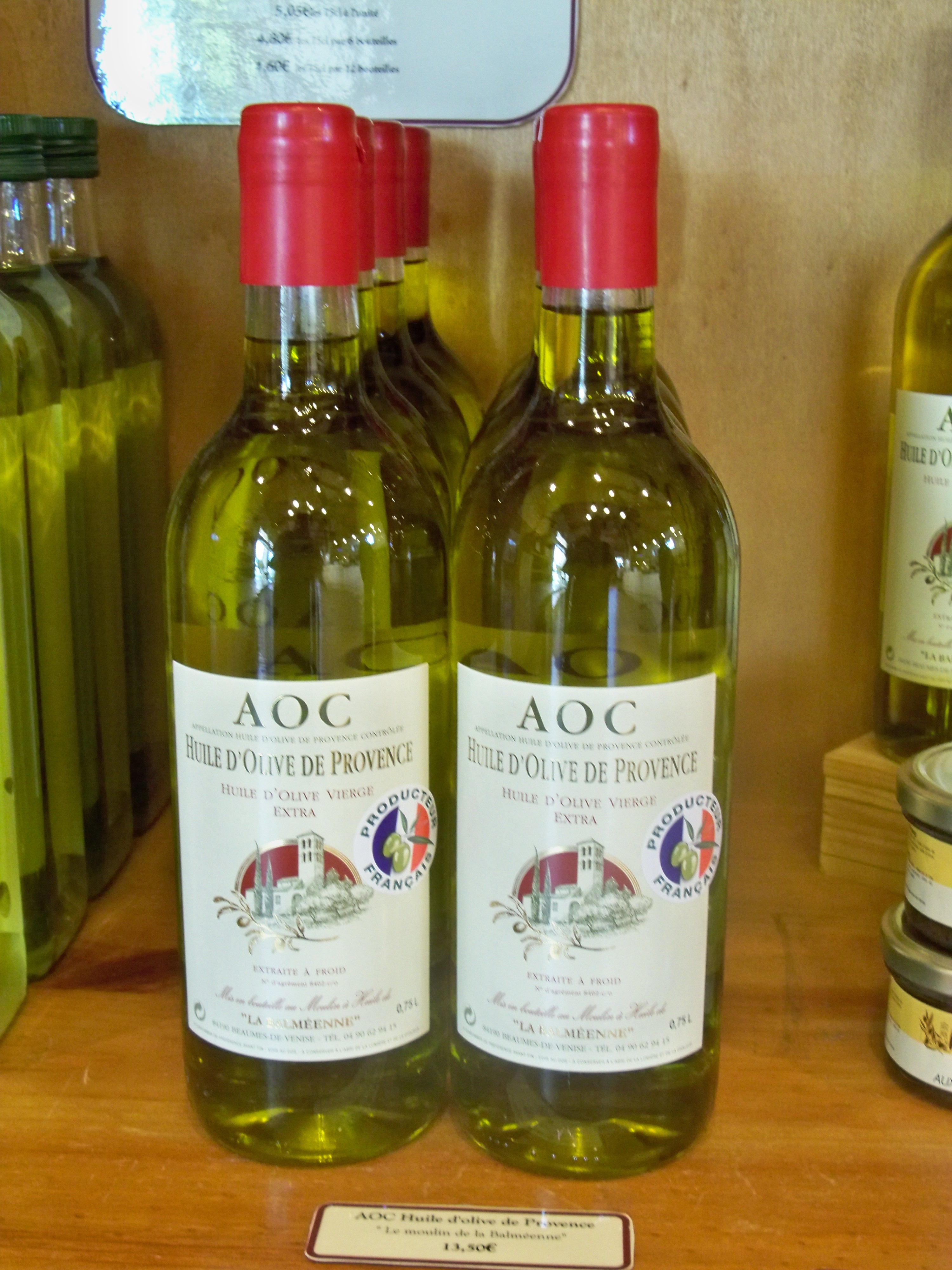
Huile de Provence AOC.
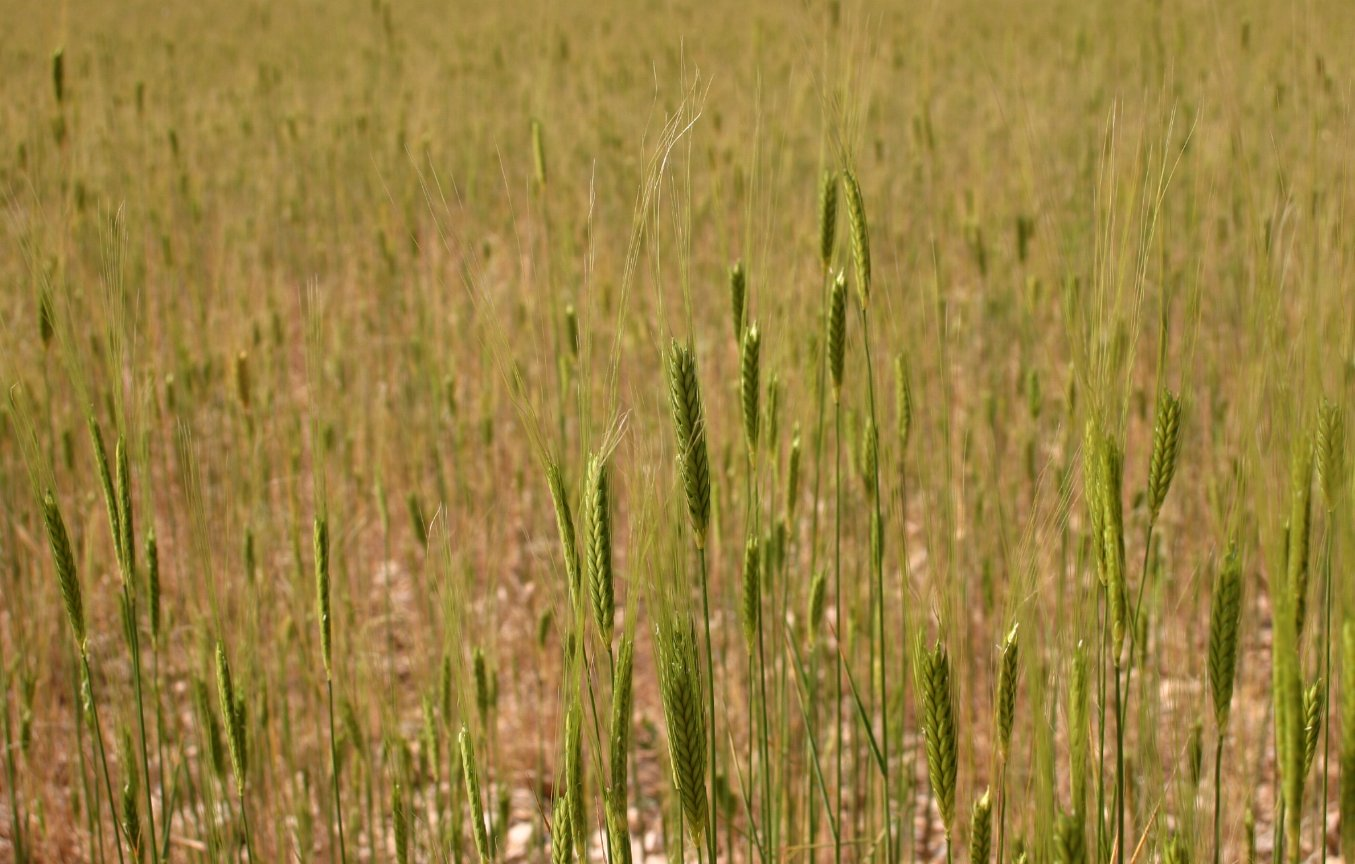
Petit épeautre.
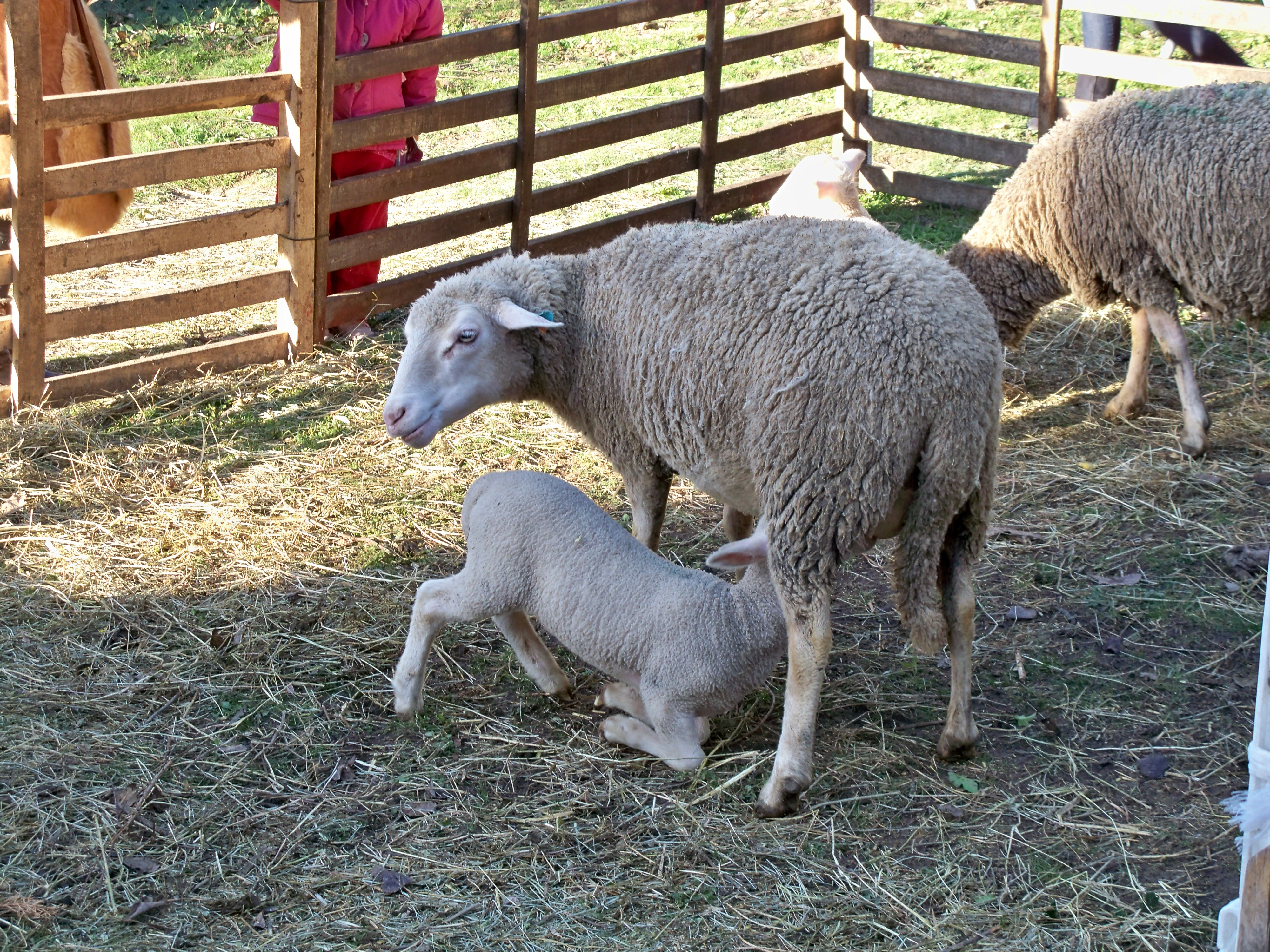
Agneau de Sisteron élevé sous sa mère.
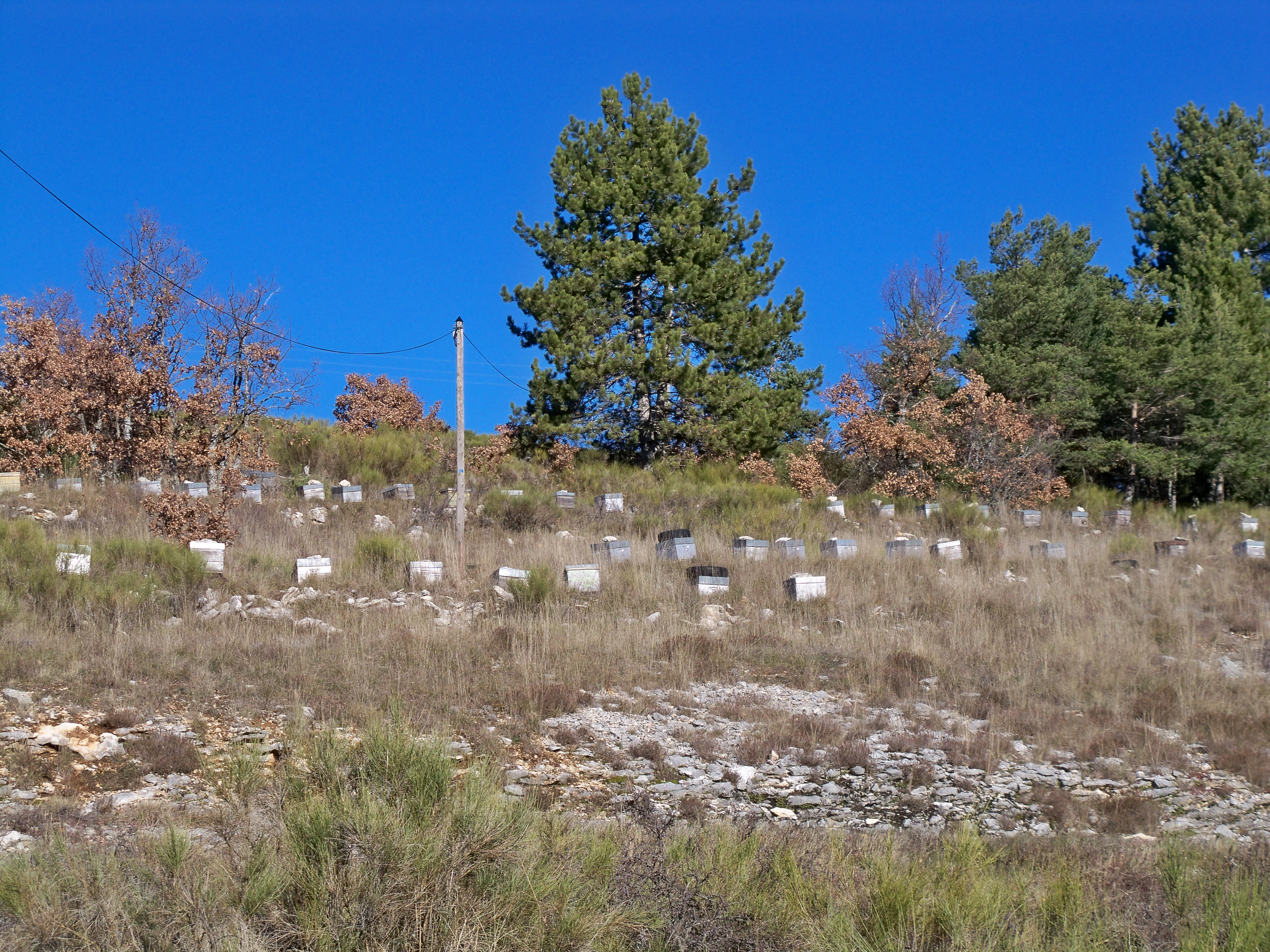
Ruches à la combe du Pommier.
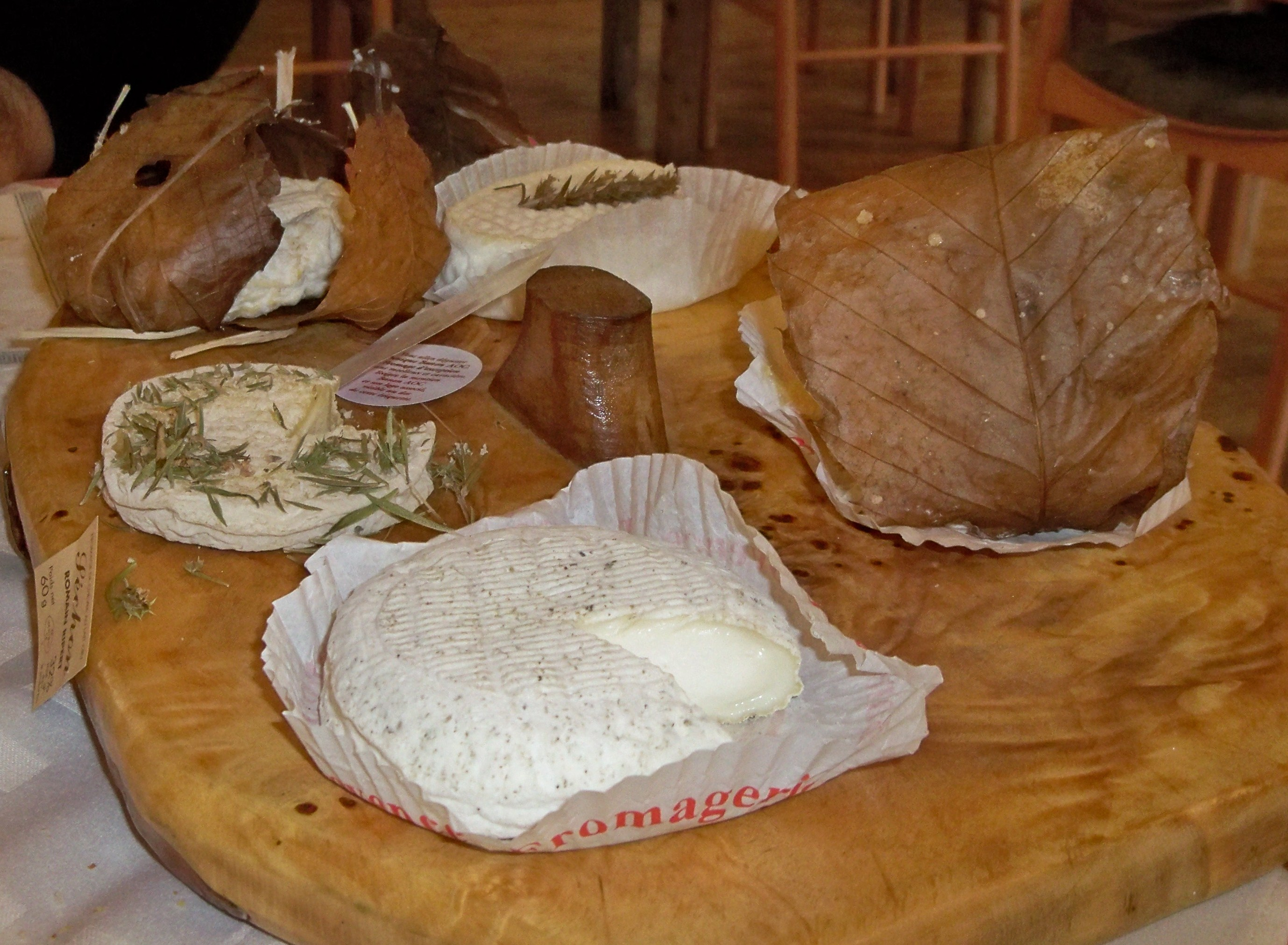
Plateau d'AOC banon dans un restaurant de Revest-du-Bion.

#### Productions
La culture de l’olivier est une des principales de la commune. La production d’huile d’olive était importante jusqu’au début du XXe siècle (avec 13 000 pieds), puis a connu un déclin relatif, moins important que dans le reste du département. Il restait 10 500 pieds en 1994. Le renouveau de l’oliveraie, à partir des années 1990 a été subventionné par le ministère de l'Agriculture. Outre son rôle économique, l’oliveraie peut aussi jouer un rôle de limitation des incendies de forêt, en tenant le rôle de pare-feu.

### Industrie
Fin 2010, le secteur secondaire (industrie et construction) comptait 13 établissements, employant 5 salariés.
Un des sept moulins à huile du département se trouve à Lurs : privé, il a un aspect patrimonial.

### Activités de service
Fin 2010, le secteur tertiaire (commerces, services) comptait 35 établissements (avec sept emplois salariés), auxquels s’ajoutent les cinq établissements du secteur administratif (regroupé avec le secteur sanitaire et social et l’enseignement), salariant sept personnes.
D'après l’Observatoire départemental du tourisme, la fonction touristique est d’une importance moyenne pour la commune, avec plus entre un et cinq touristes accueillis par habitant, l’essentiel de la capacité d'hébergement étant non-marchande. Plusieurs structures d’hébergement à finalité touristique existent dans la commune :
- l’hôtel classé trois étoiles[108]qui existait en 2008 a disparu depuis[108];
- plusieurs meublés labellisés[109] ;
- des chambres d’hôtes[110].

Les résidences secondaires apportent un complément à la capacité d’accueil : au nombre de 85, elles représentent plus du quart des logements. Parmi les résidences secondaires, six possèdent plus d’un logement,.
Restaurant Bistrot de pays,,.

## Lieux et monuments

Monuments de la commune de Lurs.
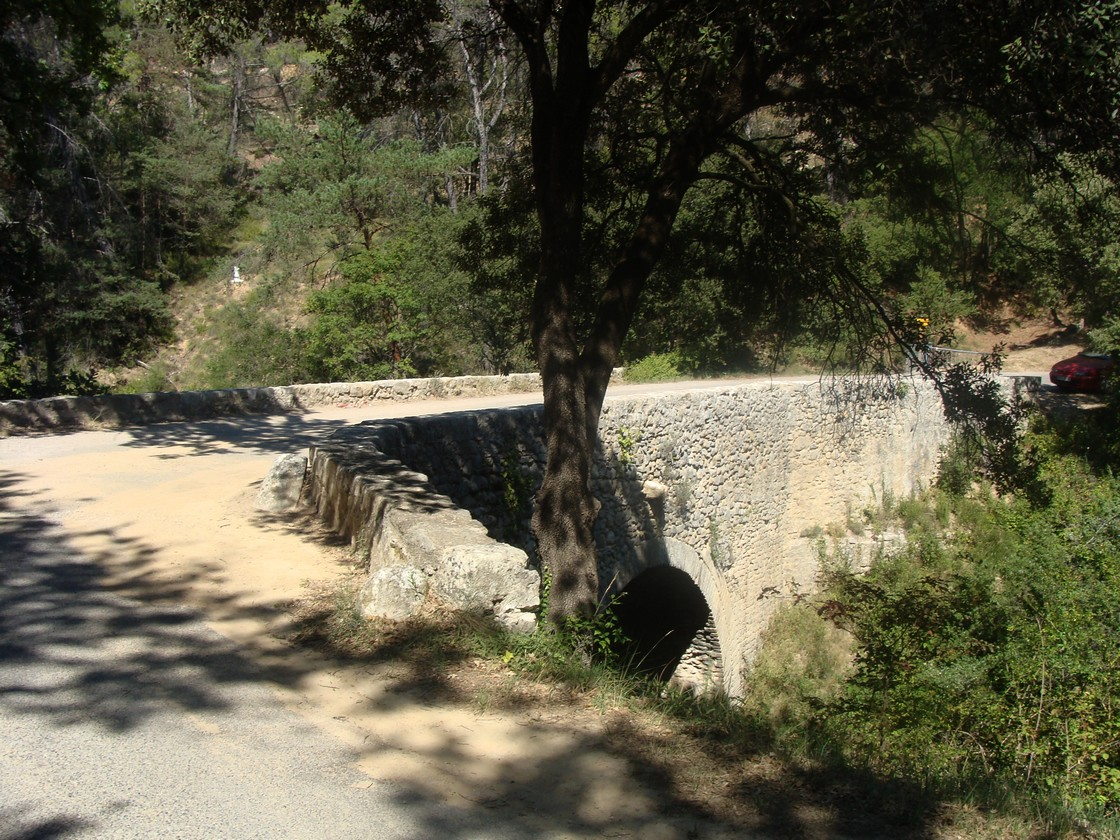
Vue du pont romain, sur la route de Ganagobie.
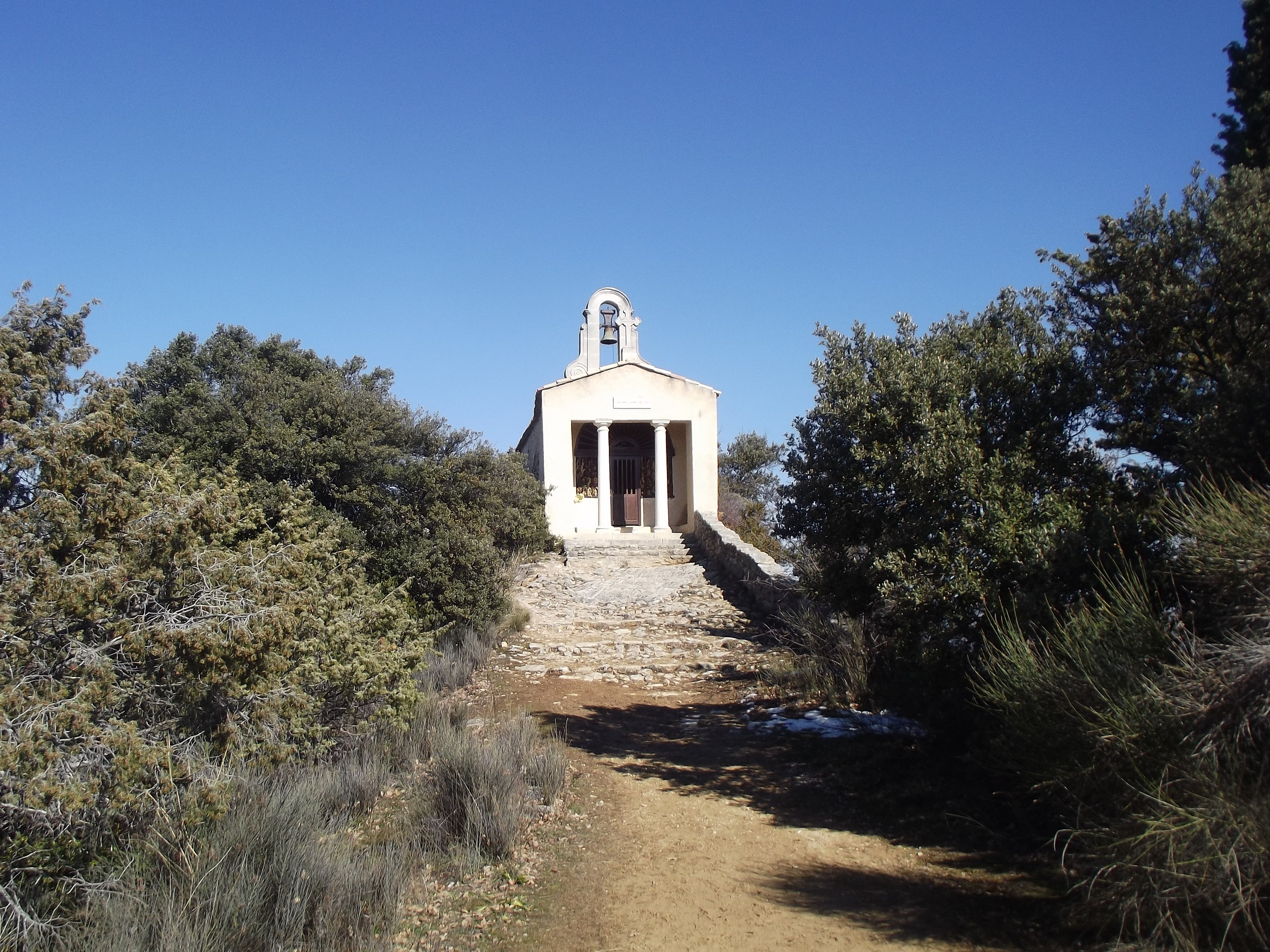
Chapelle Notre-Dame de Vie.
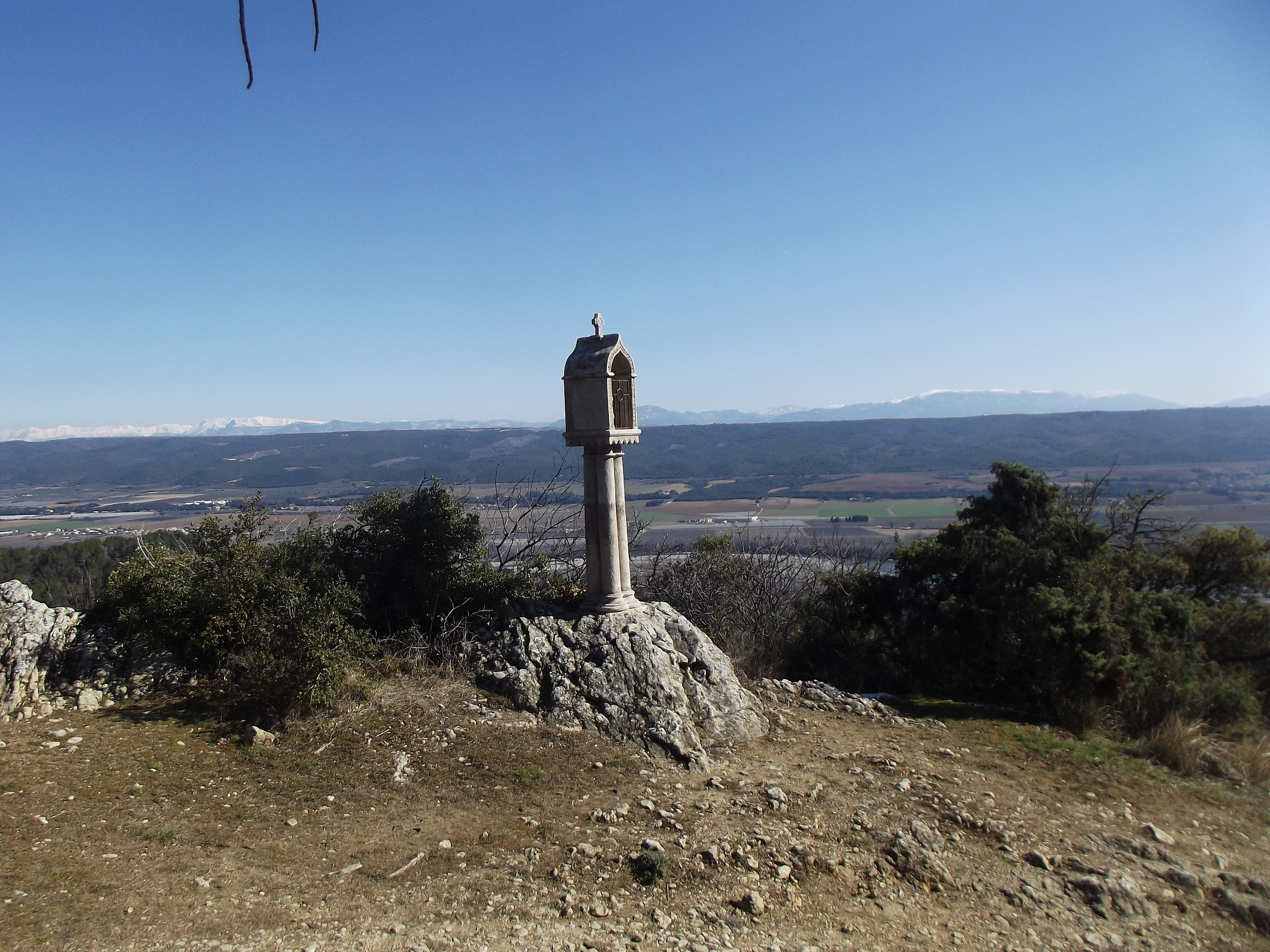
Chemin de croix.
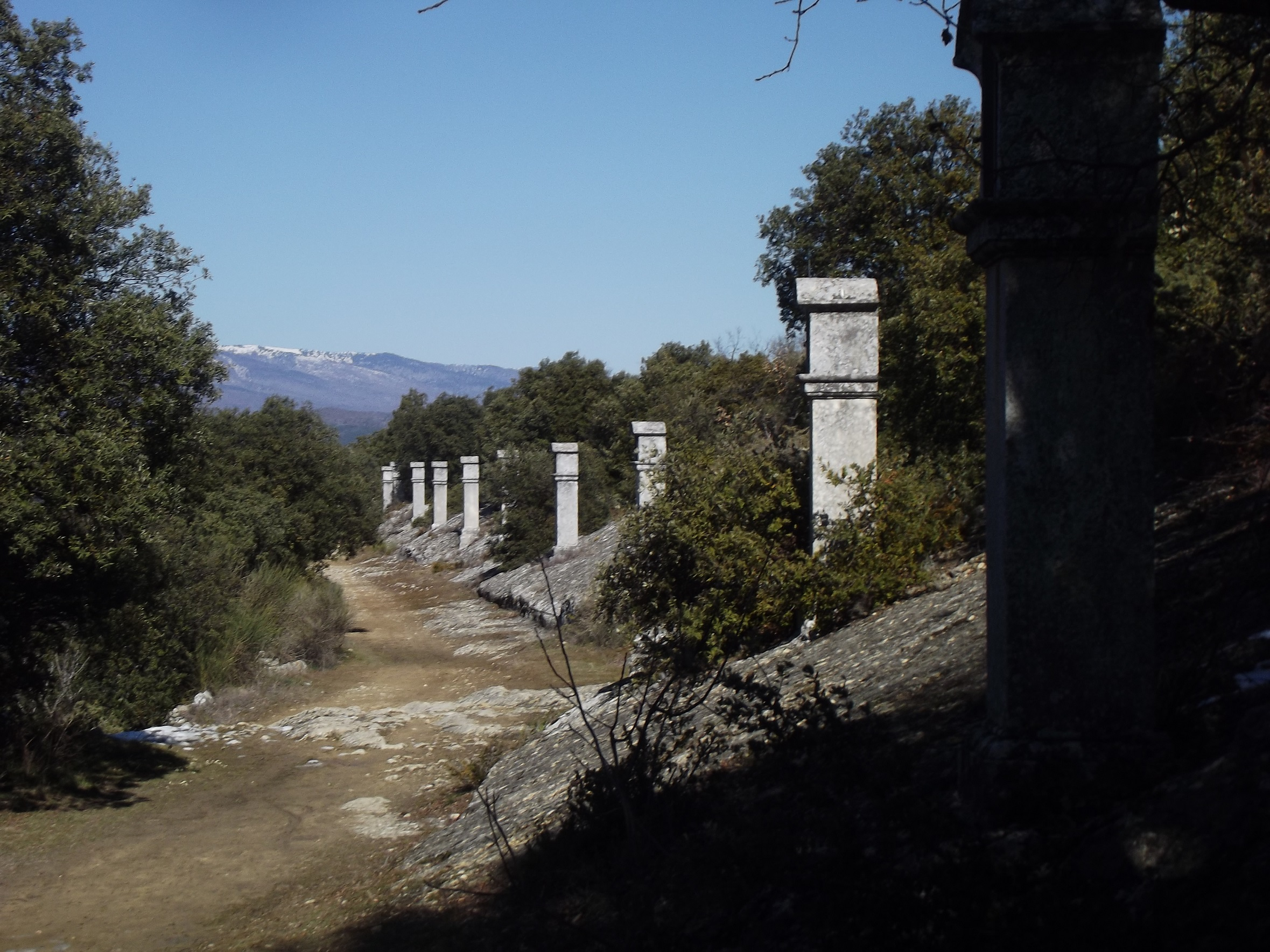
Chemin de croix, en direction de la chapelle ND de Vie.
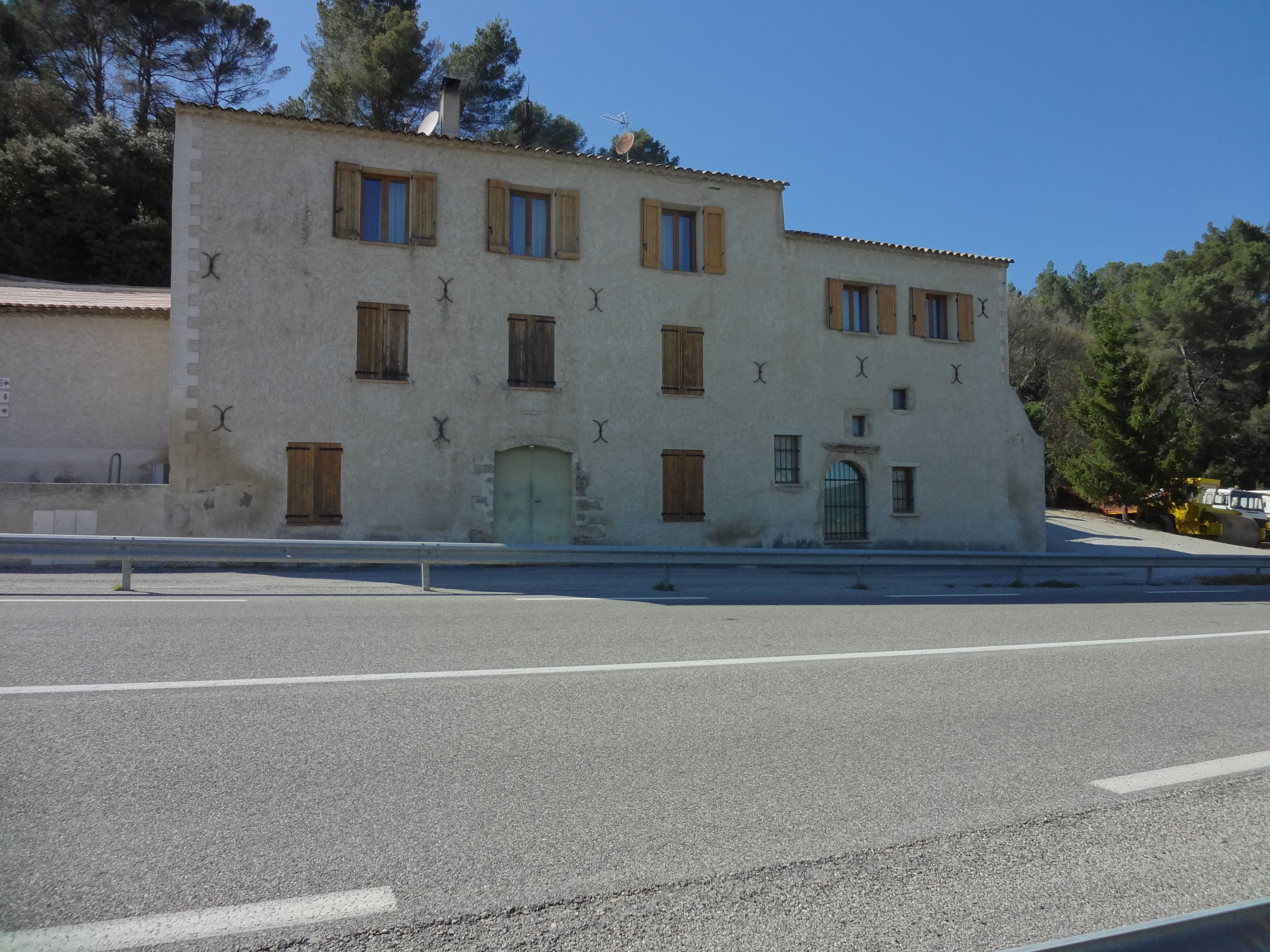
Relais de poste.

### Architecture civile
- Pont romain sur le Buès, classé monument historique en 1963[117]. Il est situé entre la commune de Lurs et celle de Ganagobie, sur la voie Domitienne (Via Domitia) reliant Rome à l’Espagne.
- Autres vestiges romains : aqueduc, villas,
- Tour de l’Horloge (cloche de 1499),
- Moulin à huile[118],
- Ancienne glacière,
- Théâtre en plein air,
- Centre international d’études graphiques,
- Le chemin des Écritures[119].

La maison la plus ancienne peut dater du XIVe ou du XVe siècle. De nombreuses maisons du XVIIIe siècle offrent une façade agréable ou présentent une construction d’excellente qualité.
Sur le Lauzon, se trouve un ancien moulin à eau. Sur le Lauzon également, le pont de Monnesargues est cité par Barruol, Autron et Ursch. Enfin, le pont de l’A51 au-dessus de la voie ferrée Grenoble-Marseille, long de 187 mètres (portée maximale : 63,2 mètres), est le premier pont construit en France associant les techniques de construction avec éléments en béton préfabriqués, et béton précontraint. Le pont a été construit en posant des poutres d’acier sur les piles ; le tablier est formé de hourdis de béton préfabriquées ; ces éléments de béton sont ensuite précontraints par des câbles d’acier. Il a été mis en service en 1988.

### Art religieux
Le palais épiscopal est en ruines (il a été abandonné après la Révolution française, après avoir dévasté. L’ancien petit séminaire de l’évêché de Sisteron, créé dans les années 1680, se trouve à l’entrée du village.

#### Chapelle Notre-Dame-des-Anges
L’église la plus importante est celle de Notre-Dame-des-Anges, construite au XIIe siècle au milieu du site de la ville romaine d’Alavinum. Des miracles ayant eu lieu, elle abandonne son ancien nom de Notre-Dame d’Aulun pour celui de Notre-Dame des Anges. Dans son état actuel, elle est construite entre 1662 et 1674 comme chapelle du couvent des récollets. Au XVIIIe siècle, elle est augmentée de six chapelles latérales voûtées d’ogives de type archaïque pour cette époque, puis subit d’importantes réparations au début des années 1750. La nef est voûtée en berceau surbaissé. Elle est éclairée par six baies, trois sur le mur nord et trois sur le mur sud. Le clocher en tour carré est construit à l’angle du chœur. Le chœur est construit en hauteur, au-dessus d’une crypte qui s’étend au-delà des limites de la chapelle actuelle
Cependant, cette chapelle est construite sur une plus ancienne, qui peut remonter au XIe siècle. Le domaine de Notre-Dames-d’Olon (Alaunium) appartenait à l’évêque de Sisteron, qui l’échange au milieu du XIIe siècle avec les Templiers contre La Brillanne.
Elle fait l’objet d’un pèlerinage après la Peste noire. En 1660, la Vierge Marie est apparue miraculeusement, et la chapelle est agrandie l’année suivante. C’est un monument historique inscrit depuis le 13 janvier 1997. Elle contient de nombreux ex-voto classés au titre objet.
L’autel de la Vierge, en bois doré et peint, date du XVIIIe siècle et est classé,. Le tableau de sainte Delphine (il porte l’inscription sainte Dauphine), date du XVIIe siècle et est classé au titre objet,.
La chapelle abrite les sépultures des évêques de Sisteron, avec leurs gisants, dont certains ont fait l’objet d’un classement :
- celui de Pierre François Lafiteau (mort en 1764)[138] ;
- le gisant d’Antoine Arbaud de Bargeron, évêque au XVIIe siècle[139].

La crèche compte 17 santons de carton-pâte, daté d’entre 1855 et 1895,. Enfin, deux plats de quête en cuivre datant du XVIe siècle sont classés, dont un portant des inscriptions gothiques, et l’autre représentant saint Georges tuant le dragon.

#### Autres édifices religieux
La chapelle Notre-Dame-du-Plan, à l’écart de Lurs en allant vers Sigonce, est construite à la fin du XIIe. Elle est l’objet d’importants travaux en 1850 et 1880. Le pèlerinage ancien se maintient.
L’église paroissiale de l’Invention de la Sainte-Croix, daterait du début du XVe siècle ou du XVIe siècle, malgré son aspect très archaïque.
La chapelle Notre-Dame-de-Vie est placée au bout du chemin de croix dit promenade des Évêques marqué par quinze oratoires, sur la colline du village. Construite en 1552, elle est relevée en 1662 après avoir été saccagée pendant les guerres de religion. En 1864, on lui ajoute un clocher-mur et un porche néo-classique assez inattendu, avec deux colonnes. Une statue de la Vierge en bois polychrome fait partie du mobilier de la chapelle.
La tour de l’Horloge coiffée d’un campanile abritant la plus vieille cloche de la région (1499) (Raymond Collier ne précise pas laquelle) date de 1499.
La chapelle Saint-Martin, du XIIe siècle est transformée en grange. La chapelle Saint-Michel est au cimetière, au sud du village. Construite une première fois au Xe siècle, elle est agrandie au XVIe siècle, mais la façade ogivale particulière date du XIXe siècle.
Monument aux morts des guerres 1914-1918 et 1939-1945.

## Personnalités liées à la commune
- Maximilien Vox, graveur, dessinateur, illustrateur, éditeur, journaliste, critique d'art, esthéticien et historien de la lettre et de la typographie française, y est mort en 1974.
- Jean Giono, écrivain manosquin, fondateur avec Vox des "Rencontres de Lure" (1952).
- Gaston Dominici, (1877-1965), a vécu dans cette même commune, en tant que berger, dans sa ferme du nom de la Grand'Terre, située toute proche du village.

Pierre Magnan (1922-2012) a fait de Lurs un des sites principaux de ses romans La Maison assassinée (1984) et Le Mystère de Séraphin Monge  (1990).

## Héraldique
| Blason de Lurs | Blason  | Parti d'azur à un lion d'or et d'argent à une aigle bicéphale le vol abaissé de sable chargée sur son estomac d'une fasce alésée d'or surchargée de cinq trèfles de sinople,. |
| Blason de Lurs | Détails | Le statut officiel du blason reste à déterminer. |